# Club Factory
Club Factory是一家主題以时尚、美容和生活型態為主的电子商务商店，总部位于中国浙江省杭州市。 它由中国公司嘉云数据于2014年创建。

## 历史
Club Factory最早由2014年毕业于美國加利福尼亚州斯坦福大学的李嘉伦和楼云创立。根据嘉云数据的说法，Club Factory软件使用獨有的AI-算法和知识图来比较多家廠商的价格。
Club Factory将其市场定位在印度、欧洲、美国、东南亚和中东等地。印度一度是Club Factory最重要的市場，在全球7000万用户中占了近4000万用户。
2020年6月，印度政府以数据和隐私问题为由，禁止Club Factory以及其他58个中国应用在印度使用。2020年印度和中国之间的边境紧张局势可能也对禁令起到了作用。